# Spårsnö

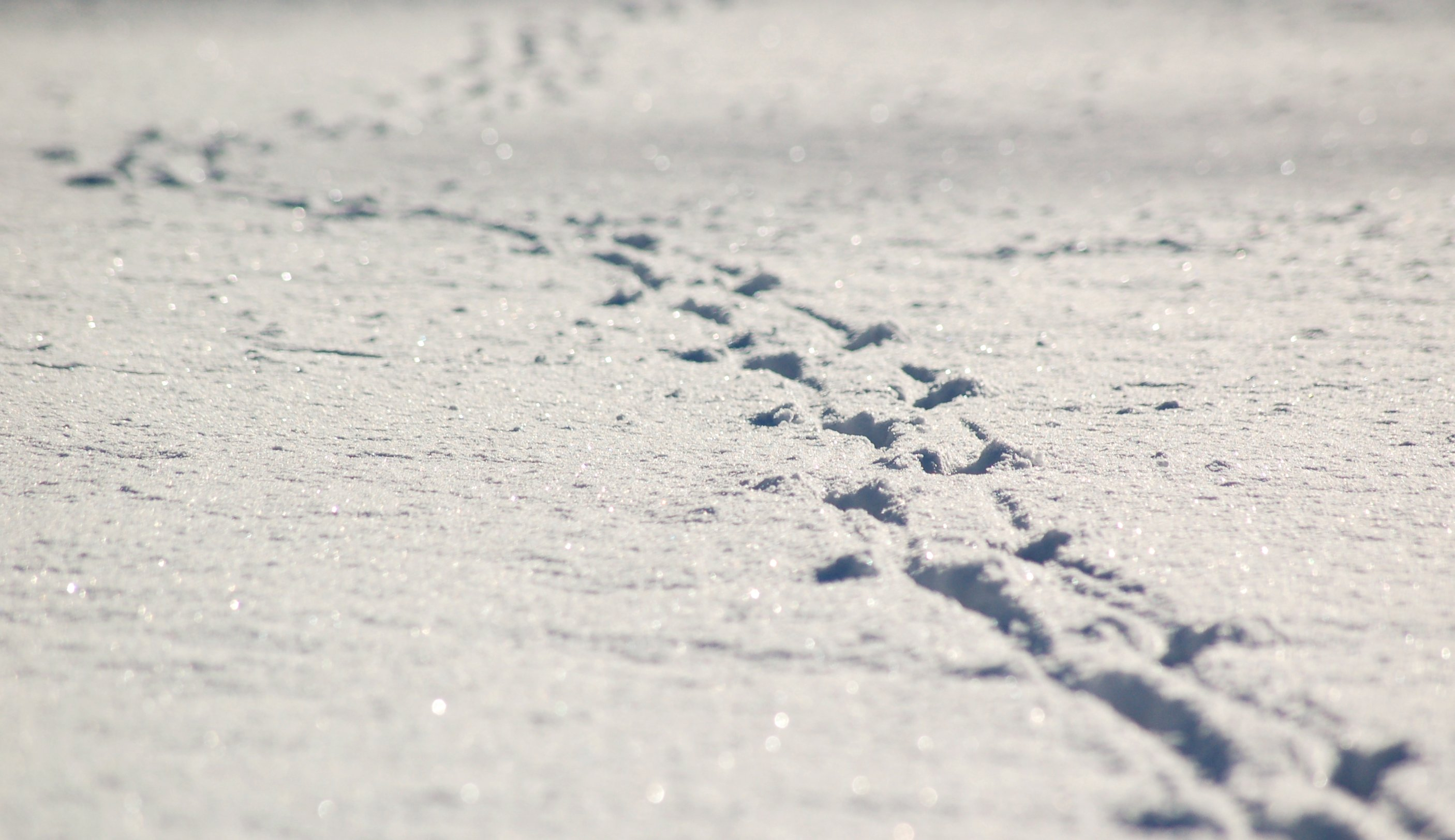
Ett djurs spår i snö.

Spårsnö är sådan snö som ger spår om djur eller människor går i snön.
Spårsnö kan vara användbar för polis, yrkesjägare eller andra som vill följa ett spår efter en brottsling eller ett villebråd.